# Referéndum constitucional de Argelia de 2020
El referéndum constitucional de Argelia de 2020 se celebró el 1 de noviembre de 2020. El tema del referéndum fue una revisión de la constitución argelina , y sigue a una serie de protestas conocidas como Hirak.
Un esfuerzo del presidente Abdelmadjid Tebboune para cumplir con las demandas planteadas por las manifestaciones que llevaron a la renuncia del expresidente Abdelaziz Bouteflika en abril de 2019, la constitución revisada tiene como objetivo reformar los poderes del gobierno argelino.

## Comité de enmiendas constitucionales
El Comité de Enmiendas Constitucionales, se le denomina también como Comité de Expertos, designado por el presidente de la República, Abdelmadjid Tebboune, el 8 de enero de 2020. El comité está formado por 16 miembros expertos en derecho constitucional, además del titular del comité, Ahmed Laarba.

## Trasfondo
El 28 de diciembre de 2019, el entonces recién inaugurado presidente Tebboune se reunió con Ahmed Benbitour, el ex Jefe de Gobierno argelino, con quien discutió los "fundamentos de la nueva República".
El 8 de enero de 2020, Tebboune estableció una "comisión de expertos" compuesta por 17 miembros (la mayoría de los cuales eran profesores de derecho constitucional) responsables de examinar la constitución anterior y realizar las revisiones necesarias. Dirigida por Ahmed Laraba, la comisión debía presentar sus propuestas a Tebboune directamente dentro de los dos meses siguientes. En una carta a Laraba el mismo día, Tebboune delineó siete ejes alrededor de los cuales la comisión debería enfocar su discusión. Estas áreas de enfoque incluyeron fortalecer los derechos de los ciudadanos, combatir la  corrupción, consolidar la  equilibrio de poderes en el gobierno argelino, aumentar la poderes de supervisión del parlamento, promoviendo la independencia del poder judicial, promoviendo la igualdad de los ciudadanos ante la ley, y constitucionalizando las elecciones. La carta de Tebboune también incluía un llamado a un límite de dos mandatos "inmutable e intangible" para cualquiera que se desempeñe como presidente, un punto importante de discordia en las protestas iniciales del Movimiento Hirak, que fueron impulsadas por el anuncio del expresidente Abdelaziz Bouteflika de postularse para un quinto mandato.
El anteproyecto de revisión de la constitución se publicó públicamente el 7 de mayo de 2020, pero la Comisión Laraba (como llegó a conocerse la "comisión de expertos") estuvo abierta a propuestas adicionales del público hasta el 20 de junio. Para el 3 de junio, la comisión había recibido aproximadamente 1.200 propuestas públicas adicionales. Después de que todas las revisiones fueron consideradas por la Comisión Laraba, el borrador se presentó al Gabinete de Argelia (Consejo de Ministros).
El 4 de julio de 2020, Tebboune anunció que el referéndum se realizaría en septiembre u octubre de 2020.
El 24 de agosto de 2020, la fecha para el referéndum se fijó para el 1 de noviembre, aniversario del inicio de la guerra de Independencia de Argelia.
La constitución revisada fue adoptada en el  Gabinete de Argelia el 6 de septiembre, en la Asamblea Popular Nacional el 10 de septiembre y en el Consejo de la Nación el 12 de septiembre, pero su implementación dependió de los resultados del referéndum del 1 de noviembre.

## Enmiendas propuestas

### Reformas parlamentarias
Si se aprueba, la nueva constitución permitiría al presidente nombrar un primer ministro si el partido político del presidente tiene una mayoría en el parlamento o un jefe de gobierno si un partido alternativo tiene una mayoría parlamentaria. En cualquier escenario, el primer ministro o el jefe de gobierno actuaría como jefe del poder ejecutivo junto con el presidente. pero, a diferencia del presidente, podría ser destituido por la Asamblea Popular Nacional mediante una moción de censura. Tras su nombramiento, este jefe conjunto del poder ejecutivo tendría 30 días para formar un gobierno que incluye la designación de miembros del gabinete). Si no pudieran formar un gobierno, perderían su cargo y se nombraría un nuevo titular. Los artículos 103 al 110 detallan el proceso completo de nombramiento del primer ministro o jefe de gobierno por parte del presidente.
El Artículo 122 de la Constitución establecería un límite máximo de mandato para los miembros del parlamento en dos mandatos, y el Artículo 126 especifica que los miembros solo gozarían de inmunidad parlamentaria por actos relacionados con el ejercicio de sus funciones.
La nueva constitución no permitiría la legislación por ordenanza durante el receso parlamentario como es posible bajo la versión actual de la constitución argelina.

### Reforma judicial
La nueva constitución reemplazaría al Consejo Constitucional con un Tribunal Constitucional.

### Reformas ejecutivas
La nueva constitución mantendría el límite de dos mandatos en la presidencia,pero ampliaría esta restricción para abarcar mandatos consecutivos y no consecutivos. El mandato de un presidente que dimite también se consideraría completo. Bouteflika pudo seguir siendo presidente durante cuatro períodos incluso después de la  enmienda constitucional de 2016 que implementó límites de mandato porque la enmienda declaró que solo se aplicaría a futuros presidentes.
El borrador inicial preveía la posibilidad de que el presidente de la República nombrara un vicepresidente, pero esto fue eliminado en la versión final de la constitución.

### Otras reformas
Según la revisión propuesta, la Autoridad Electoral Nacional Independiente (ANIE) se constitucionalizaría en un esfuerzo por promover la democracia, mejorar la seguridad electoral y combatir la corrupción.
La mención del Movimiento Hirak se incluiría en el preámbulo de la constitución.
Las intervenciones militares requerirían una mayoría de dos tercios en el Parlamento y se llevarían a cabo bajo la supervisión de las Naciones Unidas, la Unión Africana y la Liga Árabe.
Haciendo referencia a temas similares en la Constitución argelina de 1989 (referéndum constitucional argelino de 1989), la nueva constitución también reafirma el compromiso del gobierno con el refuerzo de los derechos y libertades públicas.
Se permitiría a los ciudadanos con doble ciudadanía ocupar puestos de alto nivel en el gobierno que anteriormente se les había prohibido en virtud de un artículo de la constitución argelina anterior.

## Críticas
A pesar de las reformas propuestas, Tebboune y el gobierno argelino enfrentaron críticas de que la constitución revisada no abordaba muchas de las cuestiones puestas en duda por el Movimiento Hirak, especialmente el equilibrio de poderes.

### Poderes ejecutivos sobre el parlamento
Si se aprobara la constitución, el presidente aún conservaría su capacidad para vetar leyes a través de dos vías:
1. Exigir una nueva lectura de la ley, que luego requeriría una supermayoría en el parlamento.[24]
2. Un veto indirecto en el Consejo de la Nación, donde un tercio de sus miembros totales son nombrados por el presidente de la República y se requiere una mayoría de tres cuartos para aprobar un proyecto de ley.[24]

A otros les preocupa que el parlamento de la presidencia de Tebboune se transforme rápidamente un sello de goma como el parlamento en tiempos del régimen de Bouteflika, que había perdido la aprobación del público en general debido al escaso discurso político y un anuncio de lealtad al propio Bouteflika.
El Parlamento argelino ha luchado históricamente por ganarse el respeto de algunos argelinos y ha enfrentado importantes escándalos de corrupción en el pasado. En particular, un miembro del parlamento alegó que los escaños de la asamblea se habían vendido a algunos por aproximadamente $ 540.000 (USD).
Otros argumentan que algunos aspectos de la constitución propuesta no son ni efectivos ni eficientes en la práctica, y que específicamente, la mayoría partidaria en el parlamento requerida para nombrar a un primer ministro no es factible en una nación con partidos políticos e ideologías a menudo fracturados.

### Poderes ejecutivos sobre el poder judicial
El poder ejecutivo conservaría su poder de nombrar jueces para el poder judicial sin la aprobación parlamentaria, lo que plantea dudas sobre su objetividad y capacidad para fomentar la rendición de cuentas.

### Otros poderes ejecutivos
Según la nueva constitución, el presidente tendría el control de todos los organismos reguladores del gobierno. Los críticos expresan su preocupación de que esto, junto con otros poderes en el poder ejecutivo, el parlamento y el poder judicial, "le daría los poderes de un emperador".

## Campaña electoral
Los tradicionales partidarios del poder (en particular el FLN y la AND) están haciendo campaña por el "sí". Los partidos islamistas adoptan posiciones divergentes mientras tienen en común la disputa del estatus de la lengua bereber tal como está inscrita en el proyecto: el Movimiento de la Sociedad por la Paz (MSP) y el Frente por la Justicia y el Desarrollo llamar a votar "no" mientras que El-Bina Al-Watani de Abdelkader Bengrina pide la aprobación del proyecto. El discurso de algunos ministros del gobierno está provocando polémica: así, el ministro de Juventud y Deportes, Sid Ali Khaldi , pide a los que están en contra del voto que "cambien de país", y el ministro de Asuntos Religiosos, Youcef Belmehdi, asegura que "votar" sí "en el próximo referéndum es cumplir con las recomendaciones del Profeta". Al mismo tiempo, el secretario general del FLN, Baadji Abou El Fadhel, promete hacer hablar a “la espada de El-Hadjadj” ante los opositores al proceso.

## Resultados
No se requería una participación mínima, por lo cual se aprobaron los cambios constitucionales, con el 66.68% de los votantes participando a favor de los mismos. La participación fue muy baja, con solo alrededor del 23% de los votantes elegibles participando. Además, más del 10% de los votos totales emitidos fueron inválidos o en blanco.
| Opción                             | Votos      | %      |
| ---------------------------------- | ---------- | ------ |
| A favor                            | 3,355,518  | 66.68  |
| En contra                          | 1,676,867  | 33.32  |
| Votos nulos/en blanco              | 633,885    | -      |
| Total                              | 5,032,385  | 100.00 |
| Votantes registrados/participación | 24,475,310 | 23.03  |
| Fuente: Direct Democracy           |            |        |